# Lumsasluoppal
Lumsasluoppal är en sjö i Kiruna kommun i Lappland och ingår i Torneälvens huvudavrinningsområde. Sjön har en area på 0,111 kvadratkilometer och ligger 430,7 meter över havet. Sjön avvattnas av vattendraget Paktajåkka.

## Delavrinningsområde
Lumsasluoppal ingår i det delavrinningsområde (759573-160922) som SMHI kallar för Inloppet i Paktajaure. Medelhöjden är 641 meter över havet och ytan är 24,22 kvadratkilometer. Räknas de 3 avrinningsområdena uppströms in blir den ackumulerade arean 76,78 kvadratkilometer. Paktajåkka som avvattnar avrinningsområdet har biflödesordning 2, vilket innebär att vattnet flödar genom totalt 2 vattendrag innan det når havet efter 490 kilometer. Avrinningsområdet består mestadels av skog (29 procent) och kalfjäll (66 procent). Avrinningsområdet har 0,62 kvadratkilometer vattenytor vilket ger det en sjöprocent på 2,6 procent.